# Subtítulo
Subtítulo är den amerikanske singer/songwritern Josh Rouses sjunde album och är uppföljaren till 2005 års Nashville. Subtítulo spelades in i Paco Loco Studios in Puerto de Santa Maria i Spanien under augusti 2005 och släpptes i Sverige 16 mars 2006. Josh Rouse skrev det mesta av materialet första veckan efter flytten till den lilla staden Altea på Spaniens sydkust, och låtarna är varma, soulinspirerade melodier med mycket stråkarrangemang som handlar om allt från tubsockor ("Summertime") till hur Rouse bestämmer sig för att sluta dricka alkohol ("Givin' It Up"). Skivan är den första releasen på Rouses eget skivbolag Bedroom Classics.

## Låtlista
1. "Quiet Town"
2. "Summertime"
3. "It Looks Like Love"
4. "La Coasta Blanca"
5. "Jersey Clowns"
6. "His Majesty Rides"
7. "Giving It Up"
8. "Wonderful"
9. "The Man Who Doesn't How To Smile"
10. "El Otro Lado"